# Dreux Athletic Club Handball
Maillots
Dernière mise à jour : 2 juillet 2018.
Le Dreux Athletic Club Handball est un club de handball français basé à Dreux dans le département d'Eure-et-Loir en région Centre-Val de Loire.
Le DAC HB fait d'abord partie du club omnisports. Il est connu pour ses équipes seniors, masculine comme féminine, qui ont joué en première division dans les années 1970-1980. En 1975, lorsque les féminines atteignent la première division, elles sont la première équipe d'Eure-et-Loir à monter au plus haut niveau national dans un sport collectif.

## Histoire

### Débuts de la section handball
En 1966 la section handball, communément appelée DAC HB, vient grossir les rangs du Dreux AC Omnisports. Gilbert Guihard, jusqu'alors président du club de natation, prend rapidement les affaires en main.
À son origine, un groupe de garçons forme une équipe qui, après seulement deux ans en championnat départemental, accède au niveau régional pour y décrocher le titre à l’issue de la saison 1972-1973.

### Les féminines très vite très haut (années 1970)
En 1970, sous la houlette de Gilbert Guihard, la section féminine du DAC HB voit le jour,. Les quelques filles novices rencontrent d'abord des clubs de l'Eure avant qu'un championnat d'Eure-et-Loir voit le jour. Associant plaisir, sérieux et physique opérationnels, ces demoiselles accèdent au championnat de France de Nationale 2 dès la saison 1973-1974.
Portée par la jeune Josiane Gabas et un élan collectif fort, l'équipe accède à la Nationale 1 au printemps 1975, devenant la première équipe d'Eure-et-Loir à monter au plus haut niveau national dans un sport collectif. Pour cela, les Bleues remportent 13 victoires en 14 matchs de D2 dont la dernière contre l'AS Brest (13-5) devant 500 supporters. Pour leur première dans l'élite, Gabas et ses amies ne sont pas loin de se maintenir mais six défaites par un but d'écart plombent leur capital points et, avec deux victoires pour dix revers, les voilà de retour en N2.
Il leur manque deux points pour remporter le championnat de N2 l'année suivante (1976-1977) au profit du Mans. Cependant, le parcours en Challenge de France jusqu'en demi-finale, où elles ne peuvent rien contre le Racing (8-13), prouve qu'elles ne sont pas loin du niveau de la N1.
Les Drouaises le démontrent lors de l'exercice 1977-1978 où elles signent un nouveau bail dans l'élite. L'équipe entraînée par Gilbert Guihard et Gisèle Préel, articulée autour de Gabas, se hisse en finale du Challenge de France en battant notamment trois clubs de N1 dont le Bordeaux EC en demi-finale (11-7). La finale est l'évènement sportif de l'année en Eure-et-Loir. L'ASU Lyon (N1) accepte de jouer à Dreux. 1 500 spectateurs croient en l'exploit au coup d'envoi et encore plus à la mi-temps quand les locales mènent au score (7-6). Mais, à la reprise, les Bleues encaissent un 0-4 dont elles ne se remettent pas (10-12).
L'année suivante (1978-1979), les Drouaises parviennent à se maintenir en N1 pour la première fois, avec une 6e place sur 10 et deux points d'avance sur le premier relégable. Elles se hissent à nouveau en finale de Coupe de France après une demi-finale maîtrisée contre Mourenx (15-9). Opposée au Paris UC, qui domine l'autre poule de N1, il n'y a pas de surprise mais les Dacistes évitent une lourde défaite imposée par le PUC lors des tours précédents (17-11).
En 1980, c'est à nouveau le PUC qui leur barre la route de la finale de la Coupe (14-9). En quatre ans, les Drouaises sont deux fois demi-finalistes et deux fois finalistes de l'épreuve. En championnat, elles réussissent à se qualifier pour le niveau « haut » pour la seconde phase et terminent à la 4e place, parmi les huit meilleures équipes de France.
L'équipe masculine, quant à elle, sillonne l’hexagone en championnat de Nationale 3 jusqu’à la fin de la saison 1976-1977. Une année en régionale puis retour en N3 pour trois saisons (1978 à 1981).

### Les hommes aussi haut que les femmes (années 1980)
En 1980-1981, avec neuf défaite en dix matchs, les Bleues doivent sauver leur place en seconde phase. Il leur manque une seule victoire à quatre journées de la fin pour se sauver. Incomplètes au Stade français, elles s'y inclinent, de même à Mourenx, où il est dur de gagner. Il reste une dernière chance en accueillant au Mans, car il ne faut pas compter gagner à Bordeaux lors de l'ultime journée. Mais, pour une fois, la volonté est dans l'autre camp (14-15) et il n'y a pas de miracle en Gironde.
Les hommes sont au niveau régional en 1981-1982 et remontent en N3 après seulement un an à l'échelon local.
En 1984, les cadettes remportent la Coupe de France de leur catégorie.
La formation de Michel Barbot ne cesse de progresser avec une accession en N2 masculine en 1984-1985. S'appuyant sur une défense agressive et deux bons gardiens, Derouet et Menez, les Drouais jouent les trouble-fête : à mi-parcours, ils occupent la 4e place. Après huit victoires de suite, seul Mantes les devancent d'un point au classement à six matchs de la fin. À trois journées du terme, les Dacistes passent devant, puis Mantes revient à hauteur, égalité avant la dernière rencontre. Le DAC l'emporte à Caen et Mantes fait match nul à Amiens. Dreux monte dans l'antichambre de l'élite, quatre ans après être sorti d'excellence régionale. Après avoir éliminé Lorient en demi-finale, le DAC perd en finale du championnat contre la Robertsau Strasbourg de Branko Karabatić (25-13).
En N1B 1985-1986, les Drouais débutent par dix défaites en autant de matchs. Seuls deux matchs nuls rapportent des points aux Euréliens,. Une refonte des championnats lui laisse une dernière chance avec un barrage de maintien contre Saintes. Défait de quatre buts à l'aller, les Drouais ne refont pas l'écart et descendent en N2,. Après quatre années en N2, les Drouaises sont championnes de deuxième division en cette saison 1985-1986, battant Saint-Egrève en finale, et promues en N1B, créée en tampon entre N1A et N2. Après Josiane Gabas, le DAC peut maintenant compter sur Christelle Marchand, qui intègre la ligne arrière de l'équipe de France espoir au même moment.
Pour la saison 1986-1987, Barbot et ses joueurs débutent timidement en N2. Mais une série de dix victoires en onze matchs retours les voient prendre la première place au goal-average et le DAC masculin monte en N1B. Les féminines terminent deuxième de N1B derrière Créteil, battu deux fois mais perdant des points contre des mal-classés. Elles échouent aux portes de la N1A en s'inclinant lors du deuxième barrage d'accession. Le match aller manqué à domicile contre les PTT Paris (15-26) est décisif malgré la victoire au retour (19-22). L'équipe féminine possède alors quatre internationales française : Gabas (A), Elizabetth Morel (juniors), Marchand et Isabelle Dugray (espoirs). Lors de cet exercice 1986-1987, les équipes drouaises franchissent à deux reprises les milles supporters à la salle des sports de Dreux. La moyenne est entre 300 et 700 personnes et les pics quand les deux équipes jouent à domicile. Le club compte alors 280 licenciés réparties en 25 équipes.
Pour la saison 1987-1988, le DAC fait partie des dix seuls clubs français à posséder ses deux équipes en National. De retour en N1B, les Drouais assurent rapidement leur maintien et une 7e place. En 1987-1988, c'est le titre de N1B que les filles de Guihard et Patrick Veit décrochent.
L'exercice suivant est du même acabit avec une 8e place des garçons.
Lors de la saison 1989-1990, après avoir perdu plusieurs joueurs non-remplacés et concédé trop de défaite d'un but, le DAC fait de nouveau l’ascenseur. Avec plus de maturité, Marchand et ses amies réussissent leur saison 1988-1989 quasiment parfaite. Un succès chez le Bordeaux EC démontre leurs progrès. C'est non loin, à Mérignac, qu'elles obtiennent l'accession en N1A (29-23) avec Josiane Gabas, de retour après trois ans d'arrêt,. Avec huit victoires, un nul et une défaite, les filles de Guihard et Veit terminent premières de leur poule et s'adjuge le titre malgré leur défaite à l'aller à Marignane (23-19). Au retour, devant les caméras de France 3 qui retransmet le match en différé, les Drouaises inversent la tendance (24-18).

### Poursuite dans l'ombre du professionnalisme (années 1990)
En 1990, lors de la première partie de saison, les Dacistes ne parviennent pas à se qualifier pour la seconde phase. Avec le renfort de l'ailière internationale bulgare Penka Hristova et de la gardienne future capée française Marie-Annick Dézert, Dreux se maintient. Mais sans Marchand, partie, le DAC est reléguée en Nationale 1B le 25 mai 1991. Un an plus tard, une seconde relégation suit, en N2 mais les difficultés financières de plusieurs clubs permettent aux Drouaises d'être repêchées et de repartir en N1B où, pendant encore deux ans, elles se maintiennent dans la première partie de tableau (6e puis 4e).
La section handball du Dreux AC Omnisports prend son "indépendance" en 1998 pour devenir l’association autonome Dreux AC Handball, gérée par un Comité directeur de 21 membres.

### Renouveau sportif (années 2010)
Montée en National 1 au terme de la saison 2016-2017, l'équipe féminine termine onzième de l'exercice 2017-2018 et doit son maintien à une réforme des championnats. Pour autant elle demande sa relégation en National 2 2018-2019 à la suite d'une série de départs, d'arrêts et de pauses, et repart au même niveau que le secteur masculin. Le club fait le choix de poursuivre avec des joueuses du cru, et de renoncer également à la montée de son équipe réserve en N3. Par ces décisions, l'équipe féminine du DAC est interdite de montée pour deux ans. L'entraîneur Bruno Moyon laisse la place à Julien Provost, historique du Dreux AC qui a déjà occupé le poste par le passé.
Terminant onzième de N2, les féminines sont repêchées et restent à ce niveau pour la saison 2019-2020. Près de la moitié de l’effectif est renouvelé, avec des départs compensés principalement par des retours au club. Les hommes évoluent au même niveau. Alors que la réforme de la N1 risque d’appauvrir la N2, les Drouais espèrent jouer le haut de tableau. Parmi les principales recrues, deux anciens de la maison de retour de Chartres : Fabrice Sessou et Loïc Van Vooren.

## Résultats sportifs

### Palmarès
| Section féminine | Section masculine | Section jeunes |
| --- | --- | --- |
| - Challenge de France - Finaliste : 1978 et 1979 - Demi-finaliste : 1977 - Division 2 (D2) (2) - Champion : 1978 et 1989 - Nationale 1 (D3) (1) - Champion : 1986 - Nationale 3 (1) - Champion : 2008 | - Nationale 2 (D3) - Vice-champion : 1985 - Demi-finaliste : 1987 - Nationale 3 (D4) - Demi-finaliste : 1984 - Championnat régional (3) - Champion : 1973, 1978 et 1982 | - Challenge Garçonnet (1) - Vainqueur : 1984 - Second : 1990 - 3e : 1980 et 1991 - Championnat de France UFOLEP (1) - Champion : 1972 - Championnat de France féminin UNSS (1) - Champion : 1990 - Championnat de France cadettes (1) - Champion : 1984 - Vice-champion : 1990 - 3e : 1991 - Coupe de France cadets - 4e : 1982 |

### Bilan par saison
| Saison    | Équipe masculine                                                                                     | Équipe masculine                                                                                     | Équipe masculine                                                                                     | Équipe féminine                                                                                      | Équipe féminine                                                                                      | Équipe féminine                                                                                      |
| Saison    | Division                                                                                             | Classement                                                                                           | Coupe de France                                                                                      | Division                                                                                             | Classement                                                                                           | Coupe de France                                                                                      |
| --------- | --- | --- | --- | --- | --- | --- |
| 1966-1967 | Départemental                                                                                        | ? | - | / | / | / |
| 1967-1968 | Départemental                                                                                        | ? | - | / | / | / |
| 1968-1969 | Excellence régionale                                                                                 | ? | - | / | / | / |
| 1969-1970 | Excellence régionale                                                                                 | ? | - | / | / | / |
| 1970-1971 | Excellence régionale                                                                                 | 6e                                                                                                   | - | création                                                                                             | création                                                                                             | création                                                                                             |
| 1971-1972 | Excellence régionale                                                                                 | 2e                                                                                                   | - | Régional                                                                                             | Régional                                                                                             | - |
| 1972-1973 | Excellence régionale                                                                                 | 1er                                                                                                  | - | Régional                                                                                             | ? | - |
| 1973-1974 | Nationale 3 (D4)                                                                                     | 3e                                                                                                   | - | Nationale 2 (D2)                                                                                     | 2e                                                                                                   | - |
| 1974-1975 | Nationale 3 (D4)                                                                                     | ? | - | Nationale 2 (D2)                                                                                     | 1er                                                                                                  | - |
| 1975-1976 | Nationale 3 (D4)                                                                                     | ? | - | Nationale 1 (D1)                                                                                     | 7e                                                                                                   | - |
| 1976-1977 | Nationale 3 (D4)                                                                                     | ? | - | Nationale 2 (D2)                                                                                     | ? | Demi-finale                                                                                          |
| 1977-1978 | Excellence régionale                                                                                 | 1er                                                                                                  | - | Nationale 2 (D2)                                                                                     | 1er                                                                                                  | Finale                                                                                               |
| 1978-1979 | Nationale 3 (D4)                                                                                     | 4e                                                                                                   | - | Nationale 1 (D1)                                                                                     | 6e                                                                                                   | Finale                                                                                               |
| 1979-1980 | Nationale 3 (D4)                                                                                     | ? | - | Nationale 1 (D1)                                                                                     | 11e                                                                                                  | Demi-finale                                                                                          |
| 1980-1981 | Nationale 3 (D4)                                                                                     | ? | - | Nationale 1 (D1)                                                                                     | 6e Poule basse n°2                                                                                   | - |
| 1981-1982 | Excellence régionale                                                                                 | ? | - | Nationale 2 (D2)                                                                                     | 4e                                                                                                   | - |
| 1982-1983 | Nationale 3 (D4)                                                                                     | ? | - | Nationale 2 (D2)                                                                                     | 2e                                                                                                   | - |
| 1983-1984 | Nationale 3 (D4)                                                                                     | ? | - | Nationale 2 (D2)                                                                                     | 6e                                                                                                   | - |
| 1984-1985 | Nationale 2 (D3)                                                                                     | 1er                                                                                                  | - | Nationale 2 (D3)                                                                                     | 2e                                                                                                   | - |
| 1985-1986 | Nationale 1B (D2)                                                                                    | 12e                                                                                                  | - | Nationale 2 (D3)                                                                                     | 1er                                                                                                  | - |
| 1986-1987 | Nationale 2 (D3)                                                                                     | 1er                                                                                                  | - | Nationale 1B (D2)                                                                                    | 2e                                                                                                   | - |
| 1987-1988 | Nationale 1B (D2)                                                                                    | 7e                                                                                                   | - | Nationale 1B (D2)                                                                                    | ?e                                                                                                   | - |
| 1988-1989 | Nationale 1B (D2)                                                                                    | 8e                                                                                                   | - | Nationale 1B (D2)                                                                                    | 1er                                                                                                  | - |
| 1989-1990 | Nationale 1B (D2)                                                                                    | 12e                                                                                                  | - | Nationale 1A (D1)                                                                                    | ?e                                                                                                   | - |
| 1990-1991 | Nationale 2 (D3)                                                                                     | 8e                                                                                                   | - | Nationale 1A (D1)                                                                                    | ?e                                                                                                   | - |
| 1991-1992 | Nationale 2 (D3)                                                                                     | 5e                                                                                                   | - | Nationale 1B (D2)                                                                                    | 10e                                                                                                  | - |
| 1992-1993 | Nationale 2 (D3)                                                                                     | 1er                                                                                                  | - | Nationale 1 (D2)                                                                                     | 6e                                                                                                   | - |
| 1993-1994 | Nationale 1 féd. (D2)                                                                                | 12e poule 1                                                                                          | - | Nationale 1 (D2)                                                                                     | 4e                                                                                                   | - |
| 1994-1995 | Nationale 3 (D5)                                                                                     | 2e                                                                                                   | - | Division 2 (D2)                                                                                      | ?e                                                                                                   | - |
| 1995-1996 | Nationale 3 (D5)                                                                                     | 1er                                                                                                  | - | Nationale 1 (D3)                                                                                     | 5e                                                                                                   | - |
| 1996-1997 | Nationale 2 (D4)                                                                                     | 7e                                                                                                   | - | Nationale 1 (D3)                                                                                     | 7e                                                                                                   | - |
| 1997-1998 | | ? | - | Nationale 1 (D3)                                                                                     | 8e                                                                                                   | - |
| 1998-1999 | Nationale 2 (D4)                                                                                     | ? | - | Nationale 1 (D3)                                                                                     | ? | - |
| 1999-2000 | Nationale 3 (D5)                                                                                     | 3e                                                                                                   | - | Nationale 2 (D4)                                                                                     | 6e                                                                                                   | - |
| 2000-2001 | Nationale 3 (D5)                                                                                     | 12e                                                                                                  | - | Nationale 2 (D4)                                                                                     | 6e                                                                                                   | - |
| 2001-2002 | Nationale 3 (D5)                                                                                     | 14e                                                                                                  | - | Nationale 2 (D4)                                                                                     | 2e                                                                                                   | - |
| 2002-2003 | Prénational (D6)                                                                                     | 2e                                                                                                   | - | Nationale 2 (D4)                                                                                     | 5e                                                                                                   | - |
| 2003-2004 | Prénational (D6)                                                                                     | 2e                                                                                                   | - | Nationale 2 (D4)                                                                                     | 3e                                                                                                   | - |
| 2004-2005 | Prénational (D6)                                                                                     | 4e                                                                                                   | - | Nationale 2 (D4)                                                                                     | 8e                                                                                                   | - |
| 2005-2006 | Prénational (D6)                                                                                     | 2e                                                                                                   | - | Nationale 2 (D4)                                                                                     | 11e                                                                                                  | - |
| 2006-2007 | Prénational (D6)                                                                                     | 1er                                                                                                  | - | Nationale 3 (D5)                                                                                     | 7e                                                                                                   | - |
| 2007-2008 | Nationale 3 (D5)                                                                                     | 12e                                                                                                  | - | Nationale 3 (D5)                                                                                     | 1er                                                                                                  | - |
| 2008-2009 | Prénational (D6)                                                                                     | 2e                                                                                                   | - | Nationale 2 (D4)                                                                                     | 5e                                                                                                   | - |
| 2009-2010 | Prénational (D6)                                                                                     | 3e                                                                                                   | - | Nationale 2 (D4)                                                                                     | 5e                                                                                                   | - |
| 2010-2011 | Prénational (D6)                                                                                     | 1er                                                                                                  | - | Nationale 2 (D4)                                                                                     | 3e                                                                                                   | - |
| 2011-2012 | Nationale 3 (D5)                                                                                     | 9e                                                                                                   | - | Nationale 2 (D4)                                                                                     | 4e                                                                                                   | - |
| 2012-2013 | Nationale 3 (D5)                                                                                     | 10e                                                                                                  | - | Nationale 1 (D3)                                                                                     | 10e                                                                                                  | - |
| 2013-2014 | Nationale 3 (D5)                                                                                     | 1er                                                                                                  | - | Nationale 1 (D3)                                                                                     | 11e                                                                                                  | 3e tour                                                                                              |
| 2014-2015 | Nationale 2 (D4)                                                                                     | e | | Nationale 2 (D4)                                                                                     | 6e                                                                                                   | 16e de finale                                                                                        |
| 2015-2016 | Nationale 2 (D4)                                                                                     | ?e                                                                                                   | | Nationale 2 (D4)                                                                                     | 7e                                                                                                   | |
| 2016-2017 | Nationale 2 (D4)                                                                                     | 5e                                                                                                   | | Nationale 2 (D4)                                                                                     | 2e                                                                                                   | |
| 2017-2018 | Nationale 2 (D4)                                                                                     | 7e                                                                                                   | 1er tour                                                                                             | Nationale 1 (D3)                                                                                     | 11e                                                                                                  | |
| 2018-2019 | Nationale 2 (D4)                                                                                     | 9e                                                                                                   | 2e tour                                                                                              | Nationale 2 (D4)                                                                                     | 10e poule 2 (repêché)                                                                                | |
| 2019-2020 | Nationale 2 (D4)                                                                                     | 11e poule 2 (repêché)                                                                                | ? | Nationale 2 (D4)                                                                                     | 12e poule 3                                                                                          | |
| 2020-2021 | Nationale 2 (D4)                                                                                     | ?e                                                                                                   | / | Nationale 3 (D5)                                                                                     | ?e                                                                                                   | / |
| 2021-2022 | Fusion avec le Club omnisports de Vernouillet pour créer l'Union sportive Dreux-Vernouillet Handball | Fusion avec le Club omnisports de Vernouillet pour créer l'Union sportive Dreux-Vernouillet Handball | Fusion avec le Club omnisports de Vernouillet pour créer l'Union sportive Dreux-Vernouillet Handball | Fusion avec le Club omnisports de Vernouillet pour créer l'Union sportive Dreux-Vernouillet Handball | Fusion avec le Club omnisports de Vernouillet pour créer l'Union sportive Dreux-Vernouillet Handball | Fusion avec le Club omnisports de Vernouillet pour créer l'Union sportive Dreux-Vernouillet Handball |

## Structure du club
Lors de sa fondation en 1966, la subvention de la mairie est de 2 600 FRF (3 916,02 EUR2023). En 1987, alors que les deux équipes seniors accèdent en Nationale 1, elle est de 360 000 FRF, soit un peu plus de la moitié du budget annuel de 700 000 FRF (204 568 EUR2023). Le seul salarié du club est alors Stephen Lowe, joueur et éducateur auprès des équipes de jeunes. Le club loue alors un appartement pour y installer le secrétariat et loger les jeunes recrutés d'ailleurs. Les joueurs ne sont pas payés mais remboursés de leur frais, à l'exception des cadres indemnisés.
Le développement du club est aidé par la construction de la salle des sports au début des années 1970. Il dispose aussi du gymnase Camus pour s'entraîner.

## Personnalités du club

### Présidents
- 1971-? : Gilbert Guihard[5]
- Paul Caille
- François Mediavila
- Roland Signorini

### Entraîneurs
Michel Barbot prend la tête de l'équipe masculine dans les années 1980 tout en étant conseiller technique régional.
À l'été 2016, Bruno Moyon arrive sur le banc de l'équipe féminine en remplacement de Bilyana Vasileva. La première s’achève sur un repêchage administratif en N1, après un barrage d'accession pourtant perdu. La seconde est encore plus compliquée avec que trois matches gagnés, dont un sur tapis vert. En 2018, à la suite de la décision du club de ne pas repartir en Nationale 1 féminine et de refuser la montée en Nationale 3 de son équipe réserve, Bruno Moyon laisse la place à Julien Provost, historique du Dreux AC qui a déjà occupé le poste par le passé.
La reprise 2019 se fait sans l'entraîneur pour l'équipe masculine. Francis Tuzolana, est alors aux Jeux africains avec l’équipe de la RD Congo, dont il est le sélectionneur.
| Seniors masculins | Seniors féminines |
| --- | --- |
| - Michel Barbot (1984-199?) - Denis Monnier (2003-2004) - Gaspar Rico Ferrandez (2004-2005) - Pascal Omont & Stephen Lowe (2005-20??) - Pascal Decaux (2008-2011) - Alan Baz & Stephen Lowe (2011-201?) - Kévin Decaux (201?-2012) - Francis Tuzolana (depuis 201?) | - Gilbert Guihard (1970-1988) - Gilbert Guihard & Patrick Veit (1988-199?) - Yannick Menez (1996-2002) - Julien Provost (2002-2003) - Stéphane Nicol (2003-2004) - Michel Roland (2004-2007) - Julien Provost (2007-2008) - Julien Provost & Éric Poussigue (2008-2011) - J-C. Branle, J. Provost & É. Poussigue (2011-2014) - Kévin Decaux (2014-01/2015) - Bilyana Vasileva (201?-2016) - Bruno Moyon (2016-2018) - Julien Provost (depuis 2018) |

### Joueurs emblématiques
Lors de la saison 1986-1987, L'équipe féminine possède alors quatre internationales française : Josiane Gabas (A), Elizabetth Morel (juniors), Christelle Marchand et Isabelle Dugray (espoirs).
En 1989, la gardienne Marie-Annick Dézert commence sa carrière seniors au DAC. En Nationale 1, la joueuse débute en équipe de France un an après son arrivée. Elle quitte Dreux après la relégation en N2 en 1991. Par la suite, elle évolue principalement à Dijon et est doublure de Valérie Nicolas lors du Mondial 1999 qui voit les Bleues conquérir la première médaille (2e) et finale mondiale du handnall féminin français.
- Siraba Dembélé
- Josiane Gabas
- Nimétigna Keita
- Christelle Marchand
- Babeth Morel-Glize